# أهار (اسم)
أَهَار هو اسم علم مذكر من أصل عربي، ومعناه هو  اسم منقول عن الفعل بمعنى أظن وأتهم وأحمل عليه وأريد به وأصرفه.